# Gustav Haydn

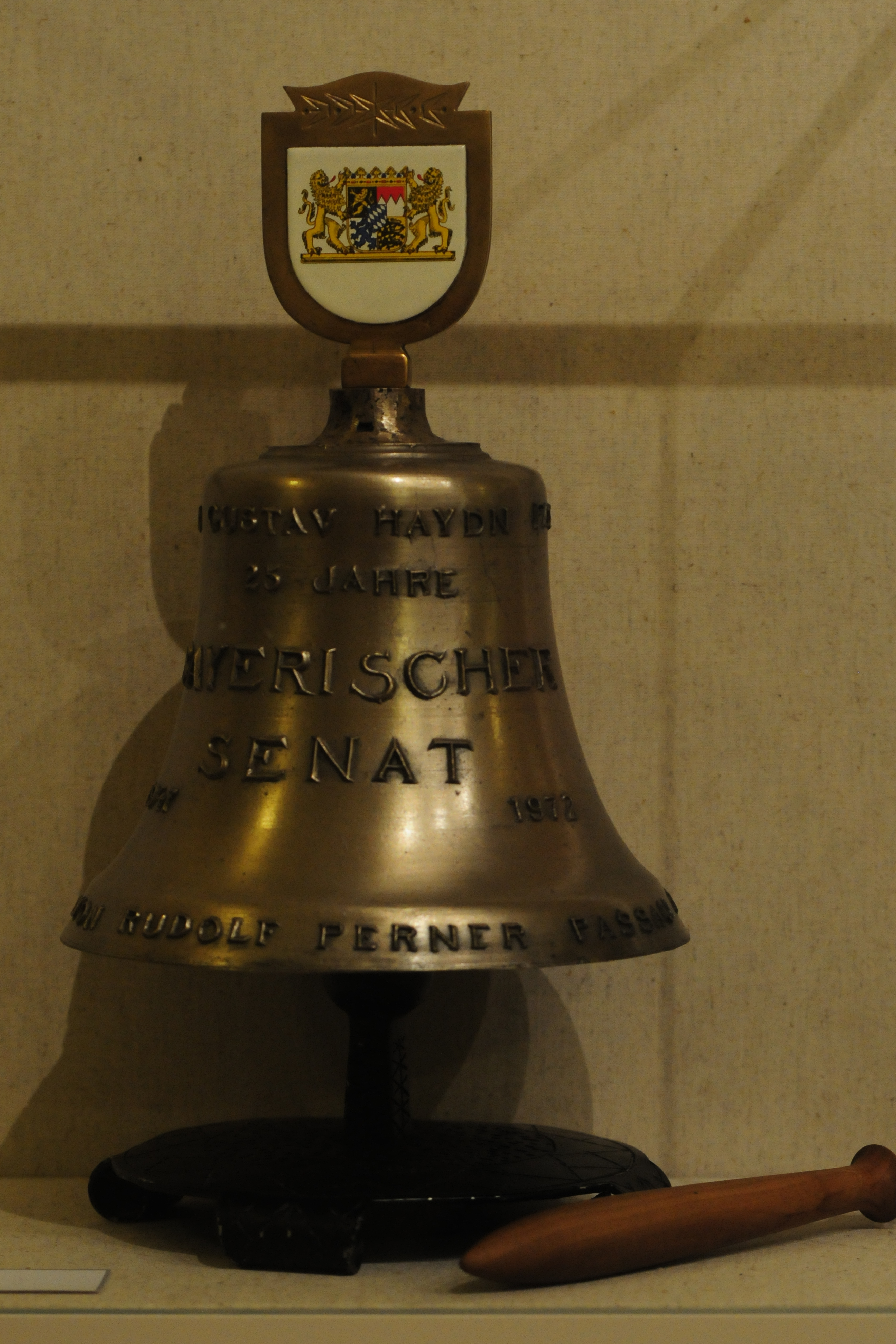
Senatsglocke des Bayerischen Senats, 1972 von Haydn gestiftet

Gustav Haydn (* 28. August 1900 in München; † 2. Dezember 1995 in Passau) war ein deutscher Schneidermeister und ein bayerischer Politiker.

## Leben
Haydn war seit 1902 in Heining bei Passau ansässig und von 1956 bis 1960 Mitglied des Gemeinderats und anschließend bis 1966 Kreisrat im Landkreis Passau. Von 1951 bis 1972 war er Präsident der Handwerkskammer Niederbayern. Als Vertreter der Gruppe Handwerk gehörte er von 1960 bis 1977 dem Bayerischen Senat an. Ebenso wie der Passauer Verleger Hans Kapfinger und der niederbayerische Regierungspräsident Johann Riederer trieb er die Gründung der Universität Passau maßgebend voran.
Er war der Schwiegeronkel von Hans Hösl, der Bürgermeister von Heining (vor der Eingemeindung) und Oberbürgermeister der Stadt Passau war.

## Ehrenamtliches Engagement
Haydn war unter anderem:
- Vorstand des katholischen Wohnbauwerkes der Diözese Passau
- Präsident des Kuratoriums der Europäischen Wochen Passau
- Vorsitzender des Aufsichtsrates der Volksbank Passau
- Mitglied der Lamplbrüderschaft seit 1972
- Gewerberat des Ostbayerischen Handwerks

## Ehrungen
- 1961: Bayerischer Verdienstorden
- 1966: Großes Verdienstkreuz der Bundesrepublik Deutschland
- 1972: Ehrenbürger der Gemeinde Heining
- 1978: Bürgermedaille der Stadt Passau
- Päpstl. Ritterorden vom Hl. Gregor dem Großen
- Straßenbenennung Gustav-Haydn-Straße[1]
- Ehrenpräsident der Handwerkskammer Niederbayern-Oberpfalz